# Uwe Lambinus
Uwe Lambinus (* 21. Juli 1941 in Würzburg; † 31. Dezember 2019) war ein deutscher Politiker (SPD).

## Leben
Im Zivilberuf war Lambinus Oberamtsrat im Notardienst. 1956 trat er der SPD bei. 1967 wurde er zum ersten Bürgermeister von Zimmern (heute ein Stadtteil von Marktheidenfeld) gewählt. Er war zu diesem Zeitpunkt mit 27 Jahren der jüngste Bürgermeister Bayerns. Von 1971 bis 1984 gehörte er dem Landesvorstand der SPD Bayern und bis 2007 dem Vorstand der SPD Unterfranken an. Von 1972 bis 1994 war Lambinus Mitglied im Deutschen Bundestag. Dort war er im Rechtsausschuss, Innenausschuss und Sportausschuss (stellvertretender Vorsitzender) tätig. Lambinus war seit 1972 Kreisrat und ab 1996 für zwei Wahlperioden Stadtrat (Fraktionsvorsitzender) in Marktheidenfeld.
2008 zog sich Lambinus aus der überörtlichen Politik zurück und war seitdem Ehrenvorsitzender des SPD-Unterbezirkes Main-Spessart. 1984 bis 2003 war er Präsident des Rad- und Kraftfahrerbundes „Solidarität“ Deutschland, später Ehrenpräsident.
Lambinus war Träger des Bundesverdienstkreuzes 1. Klasse und des Bayerischen Verdienstordens sowie der Georg-von-Vollmar-Medaille. Seit 19. Dezember 2014 war Lambinus aufgrund eines einstimmigen Beschlusses des Stadtrates Ehrenbürger der Stadt Marktheidenfeld. Die Stadt verlieh ihm die Ehrenbürgerschaft für sein politisches Engagement.